# Tayasir
Tayasir (Arabisch: تياسير ) is een Palestijnse plaats in het noorden van de Westelijke Jordaanoever.